# 陆键 (交通运输专家)
陆键（1957年2月—），男，上海市人，中国交通运输专家、教授，主要研究领域为交通安全、智能运输系统、道路与交通检测技术与仪器等，中华人民共和国教育部第三批“长江学者”特聘教授。主持中国国家“十五”科技攻关项目等多个项目，获得中国教育部春晖计划奖等多个奖项，发表论文百余篇。

## 生平
1957年2月出生于中国上海市。
1982年2月获得北京钢铁学院自动化系学士学位；1984年8月获得同济大学电气工程系硕士学位并留校在道路与交通工程系任教。
1990年8月获得德克萨斯大学奥斯汀校区交通工程专业的博士学位。
1990年至今，先后在美国纽约州运输部研究局任研究员，阿拉斯加大学任助理教授、南佛罗里达大学任终生教授。同时任同济大学道路与交通工程系兼职教授和武汉理工大学兼职教授。
2000年12月起任东南大学交通学院教授。